# Sanshiro Murao
Sanshiro Murao (jap. 村尾三四郎, Murao Sanshiro; * 28. August 2000) ist ein japanischer Judoka. Er wurde 2023 Weltmeisterschaftsdritter im Mittelgewicht, der Gewichtsklasse bis 90 Kilogramm. 2022 war er bereits Asienmeister in dieser Gewichtsklasse. 2024 gewann er die Silbermedaille bei den Olympischen Spielen und 2025 wurde er Weltmeister.

## Sportliche Karriere
Murao unterlag 2018 bei den Juniorenweltmeisterschaften in Nassau im Finale dem Georgier Lascha Bekauri. Im gleichen Jahr belegte er den dritten Platz beim Grand-Slam-Turnier in Osaka. Anfang 2019 erreicht Murao das Finale beim Grand Slam in Düsseldorf und verlor dort gegen Məmmədəli Mehdiyev aus Aserbaidschan. Bei den Weltmeisterschaften 2019 gehörte Murao zum siegreichen Team.
Nach der Zwangspause durch die COVID-19-Pandemie gewann Murao 2021 das Grand-Slam-Turnier in Kasan. Bei den Weltmeisterschaften 2021 in Budapest schied Murao in der zweiten Runde aus. 2022 siegte Murao beim Grand Slam in Paris durch einen Finalerfolg gegen Məmmədəli Mehdiyev. Im Juli 2022 folgte ein weiterer Turniersieg beim Grand Slam in Budapest. Bei den Asienmeisterschaften 2022 gewann Murao das Finale gegen den Kirgisen Erlan Sherov. 2023 bezwang Murao im Viertelfinale der Weltmeisterschaften in Doha den Schweden Marcus Nyman. Nach seiner Halbfinalniederlage gegen Lascha Bekauri besiegte der Japaner im Kampf um eine Bronzemedaille den Kubaner Iván Felipe Silva.
Bei den Olympischen Spielen 2024 in Paris gewann er die Silbermedaille.